# Zhu Zhu
Zhu Zhu (Pechino, 15 luglio 1984) è un'attrice e cantante cinese.

## Biografia
Figlia di un uomo d'affari, iniziò a suonare il pianoforte a 3 anni ed in seguito si iscrisse alla "Beijing Technology and Business University" dove si laureò in ingegneria elettronica e informatica.
Notata da un talent scout, iniziò a fare la cantante. Dal 2011 ha iniziato anche la carriera d'attrice prendendo parte in diversi film tra cui L'uomo con i pugni di ferro.

## Filmografia

### Cinema
- Wo zhi nv ren xin, regia di Daming Chen (2011)
- Shanghai Calling, regia di Daniel Hsia (2012)
- Cloud Atlas, regia di Tom Tykwer, Lana Wachowski e Lilly Wachowski (2012)
- L'uomo con i pugni di ferro (The Man with the Iron Fists), regia di RZA (2012)
- Tuo Gui Shi Dai, regia di Bai Wu (2014)
- Jue min hang ban, regia di Vincent Zhou (2014)
- Secret Sharer, regia di Peter Fudakowski (2014)
- Tubelight, regia di Kabir Khan (2017)
- Meido, regia di Guan Xi (2017)
- Pacific Rim - La rivolta (Pacific Rim: Uprising), regia di Steven S. DeKnight (2018)

### Televisione
- The Evoque Effect – serie TV (2011)
- Marco Polo – serie TV, 20 episodi (2014-2016)
- Douluo dalu – serie TV (2021)